# Guaram I d'Ibèria
Guaram I d'Ibèria (en georgià : გუარამ I) fou un príncep de Javakètia i Calarzene, que va obtenir el títol de príncep-primat d'Ibèria i de curopalata del 588 al 590.
La "Crònica georgiana" fa de Guaram el Curopalata un proto-Bagràtida, « Bagràtida pel seu pare però sorgit dels cosròides per la seva mare », fill d'un Salomó, emigrat amb els seus germans a Geòrgia i descendent del rei profeta David i de Salomó. El fa regnar 25 anys de 575 a 600, en substitució dels fills de Bakur III d'Ibèria retirats a Kakhètia i Herètia.
La crítica contemporània, que sobre la base de les fonts armènies estima que els bagràtides no es van implantar a Ibèria fins després del 772, rebutja aquesta indicació. Segons Cyril Toumanoff, Guaram seria el fils de Lleó, coarxiduc d'Ibèria occidental 522-534 (mort l'any 534), un jove fill del rei Vakhtang I Cap de Llop d'Ibèria i de la seva esposa grega. Seria així un membre de la branca menor de la dinastia dels cosròides d'Ibèria anomenada « Guaràmides » que hi havia rebut com a patrimoni els ducats del sud-oest d'Ibèria, la Klardjètia i la Javakètia.
Guaram és habitualment identificat amb el dinasta Gurguèn, citat com hegemònic el 572-575 pel cronista Teòfanes el Confessor. Es posseeixen monedes d'aquest príncep de l'any 586, en les quals figuren les lletres G i N i que porten al revers l'efígie d'un monarca: el rei sassànida Ormazd IV (579-590).
Durant la guerra entre l'Imperi sassànida i l'Imperi Romà d'Orient, en el regnat de Justí II (565-578), Guaram/Gorgen, aliat al príncep armeni Vardanes III Mamiconi i als Grecs, va intentar desesperadament d'alliberar-se del control persa l'any 572.
Vençut, es va refugiar amb la seva família a Lazika i no va reaparèixer sobre l'escena política fins al 588, en el moment de la revolta d'Ibèrie mencionada pel cronista georgià Juansxer.
Els ibers van sol·licitar l'ajuda de l'emperador Maurici (582-602) i reclamaven un sobirà pertanyent a la dinastia reial d'Ibèria ; Maurici va designar a Guaram i li va conferir la dignitat de curopalata abans d'enviar-lo a Mtskhetha. Sembla tanmateix que un compromís es va trobar amb els sassànides com sembla la indicar la moneda del 586.
Aquesta iniciativa i la creació del càrrec de príncep-primat d'Ibèria posaren en primer pla als cosròides que des de la supressió de la monarquia d'Ibèria pels sassànides cap al 580 havien estat apartats del poder. Tanmateix no foren ja reis sinó « prínceps-primats » (érismthavari), primers entre els seus iguals.
Guaram és descrit com un home pietós, constructor d'esglésies, i tradicionalment acreditat com el fundador del monestir de Jvari a Mtskheta.
Guaram va tenir com successor al seu fill, Esteve I d'Ibèria mentre que el seu segon fils Demetri va rebre el títol de «hypatos ».